# Dąbrowa (powiat mławski)
Dąbrowa – wieś sołecka w Polsce położona w województwie mazowieckim, w powiecie mławskim, w gminie Strzegowo.
Miejscowość jest siedzibą rzymskokatolickiej parafii św. Stanisława BM należącej do dekanatu strzegowskiego. Budynek kościoła został przewieziony z Ostrowi Mazowieckiej, gdzie pobudowano nowy, murowany (dziś Kościół Wniebowzięcia Najświętszej Maryi Panny).
Do 1954 roku istniała gmina Dąbrowa. W latach 1954–1961 wieś należała i była siedzibą władz gromady Dąbrowa, po zmianie siedziby i nazwy gromady, w gromadzie Kowalewko. W latach 1975–1998 miejscowość należała administracyjnie do województwa ciechanowskiego.

Kościół św Stanisława Biskupa
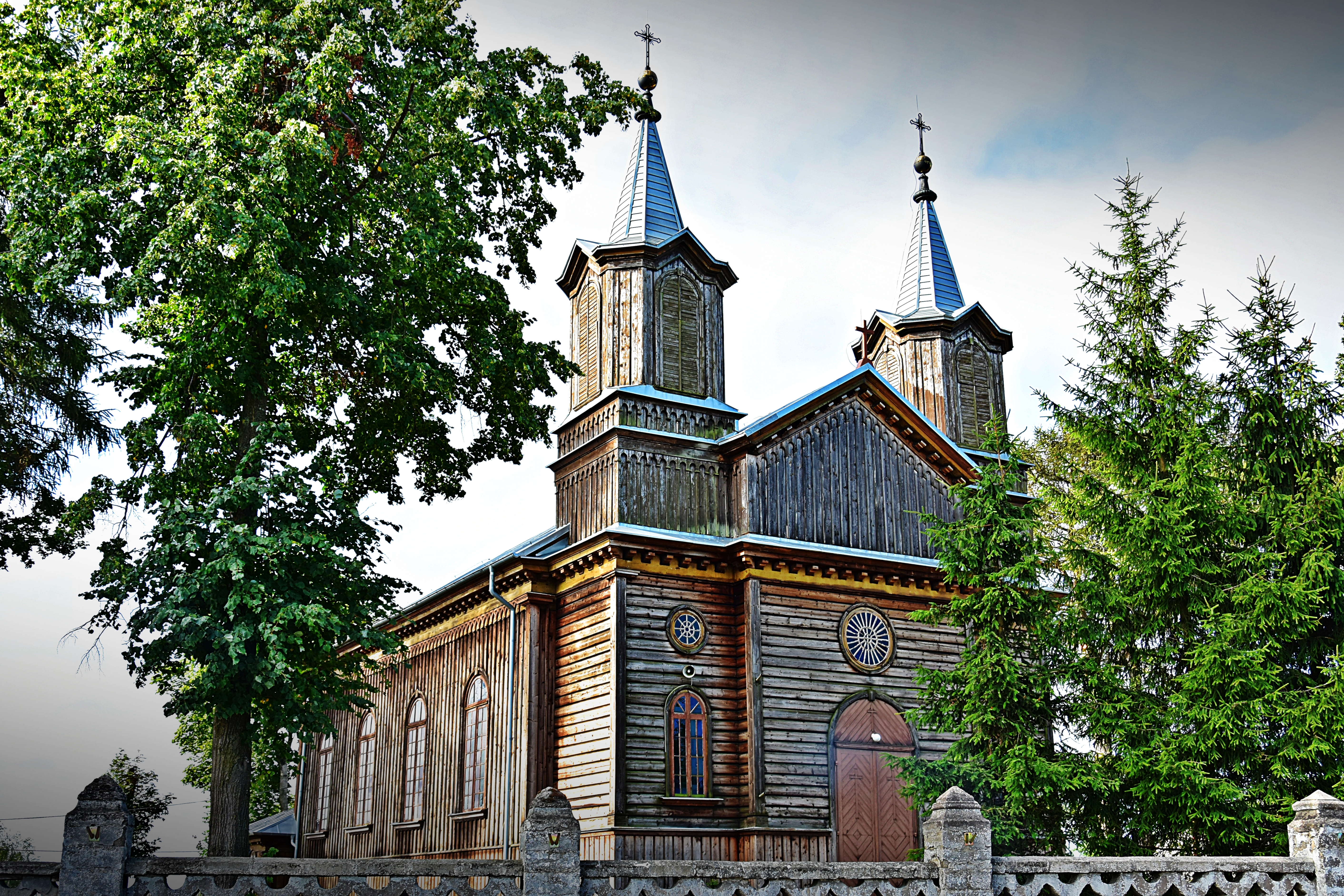
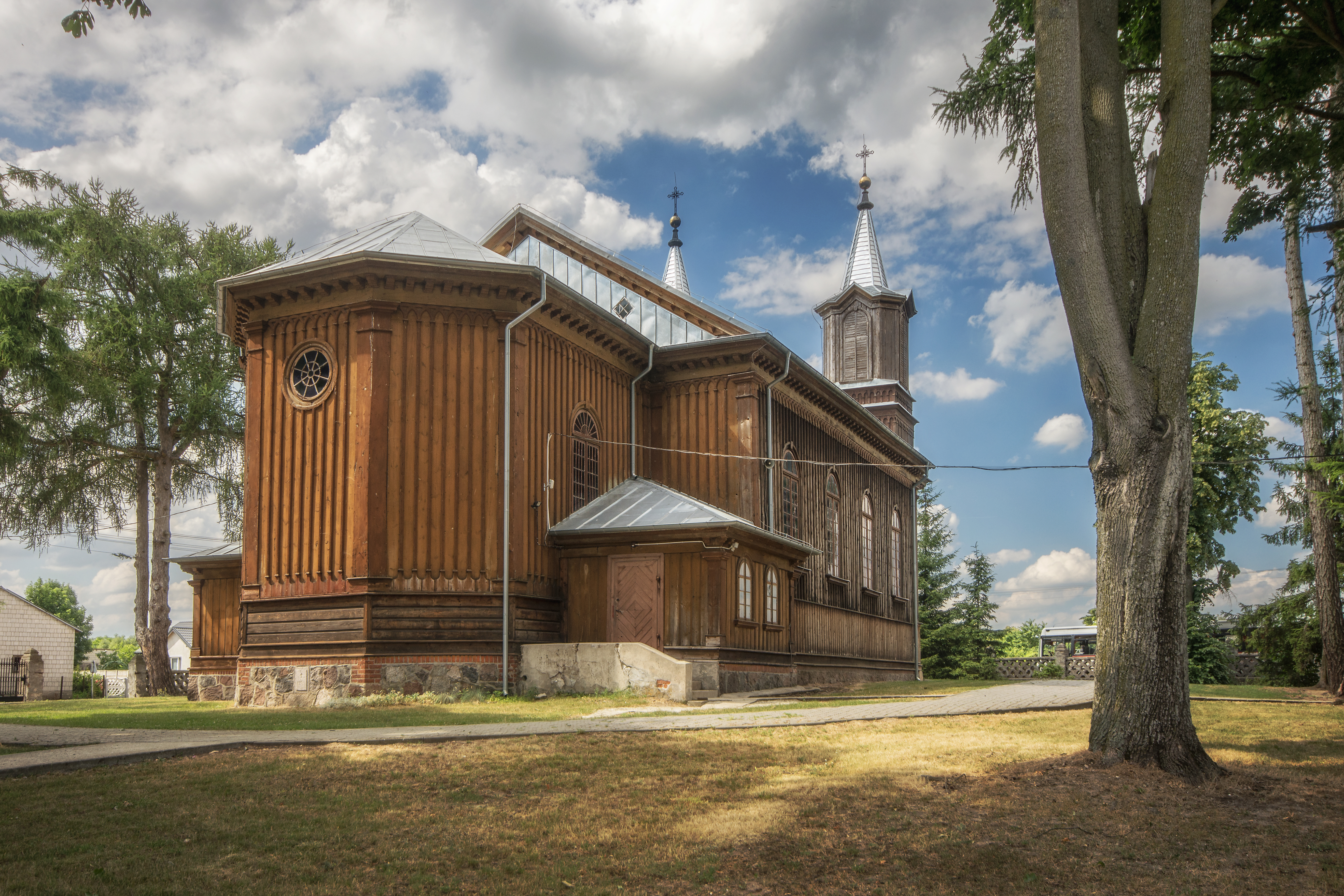
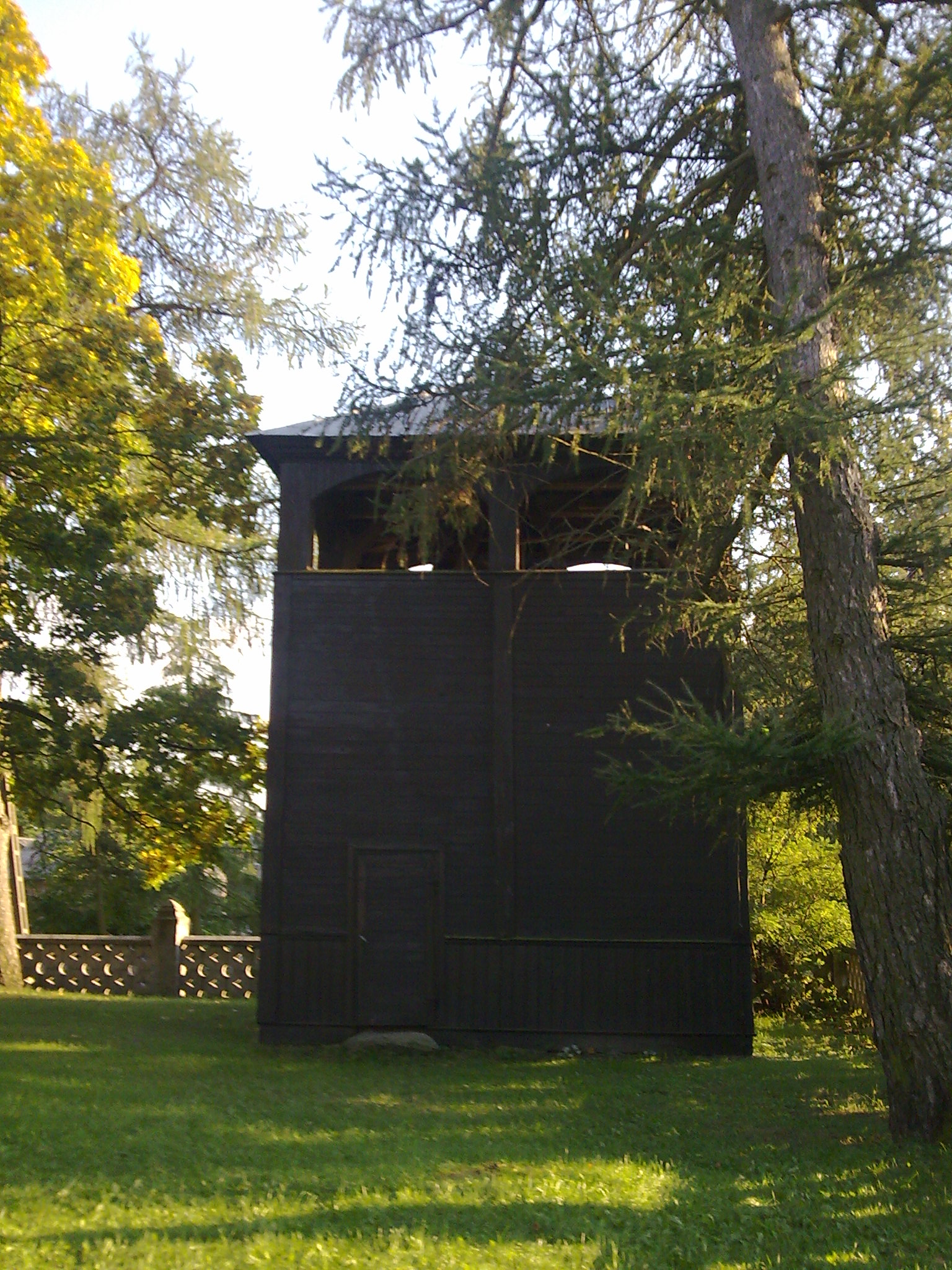

| SIMC    | Nazwa       | Rodzaj                  |
| ------- | ----------- | ----------------------- |
| 1055612 | Lisiny      | przysiółek              |
| 1055629 | Łazy        | przysiółek              |
| 0126623 | Parówki     | przysiółek (do 2023 r.) |
| 1055693 | Studzieniec | przysiółek              |

## Historia
Po rozbiorach Polski miejscowość znalazła się w zaborze rosyjskim. Jako wieś leżącą w powiecie mławskim, gminie i parafii Dąbrowa opisał ją XIX wieczny Słownik geograficzny Królestwa Polskiego. W 1880 roku we wsi znajdowały się 62 budynki oraz 123 domy mieszkalne z 563 mieszkańcami w tym 268 kobiet. Liczyła w sumie 1810 morg obszaru w tym: 773 morg włościańskich i 1294 ziem ornych. We wsi znajdował się kościół parafialny z 1699 roku, olejarnia, gorzelnia i dwa wiatraki.